# Marinogammarus stoerensis
Marinogammarus stoerensis är en kräftdjursart. Marinogammarus stoerensis ingår i släktet Marinogammarus och familjen Gammaridae. Inga underarter finns listade i Catalogue of Life.